# Château Saint-Pierre
Pour le château Saint-Pierre en Lozère voir : Château de Calberte
Pour le château de Saint-Pierre, en Vallée d'Aoste, voir : Château de Saint-Pierre (Vallée d'Aoste)
Domaine viticole du Château Saint-Pierre en AOC saint-julien (France)

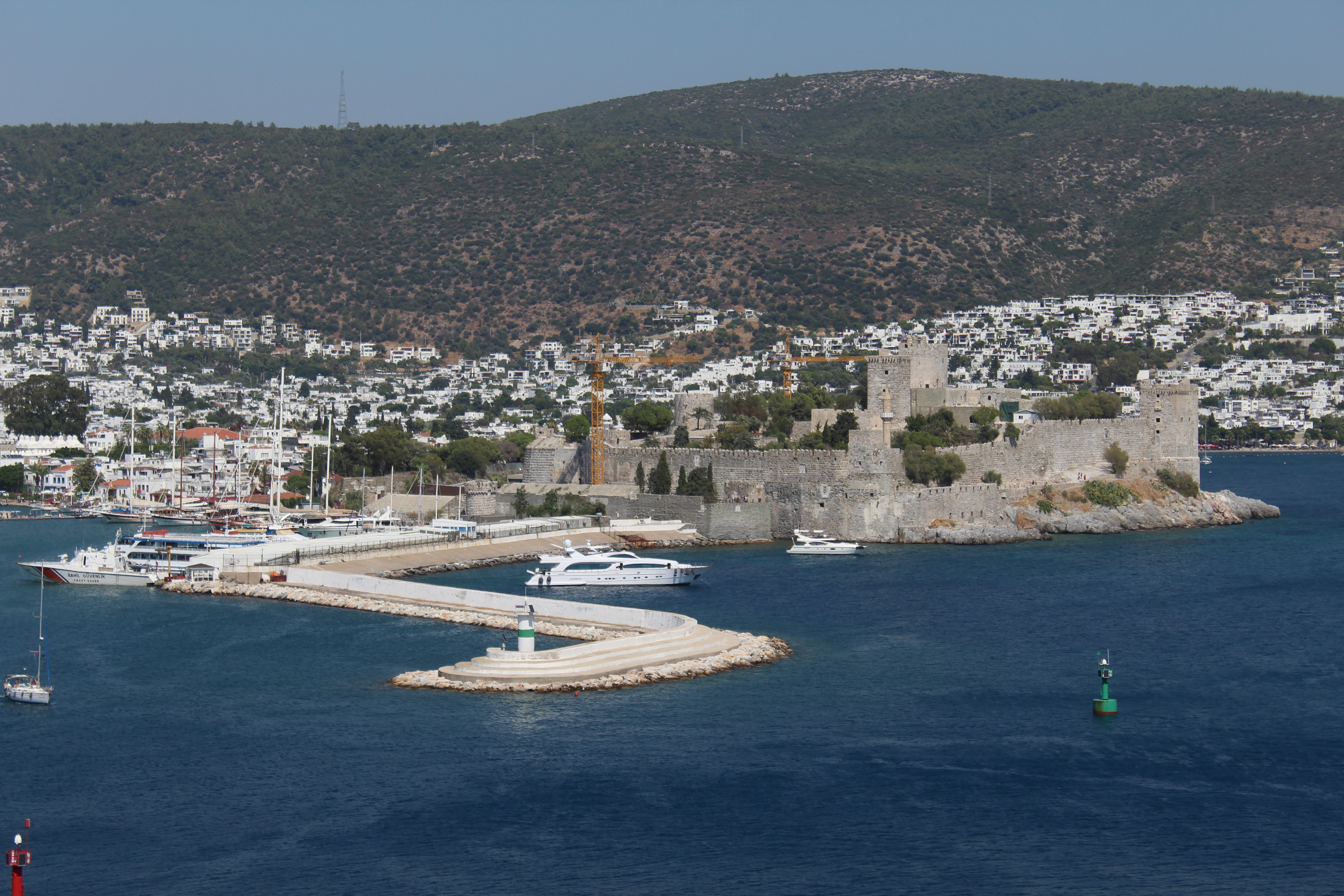
Château Saint-Pierre.

Le château Saint-Pierre de Bodrum (Bodrum Kalesi) est un château médiéval du sud-ouest de la Turquie construit par les Hospitaliers de Saint-Jean de Jérusalem selon une architecture franque rencontrée en Orient. En 2016, il a été inscrit à la liste indicative de l'UNESCO.

## Histoire
Le site était déjà fortifié à l'époque Dorienne (1100 av. J.-C.). Il a été aménagé par Mausole pour la construction de son palais lorsqu'il fit d'Halicarnasse sa capitale (circa 362 av. J.-C.). Les Seldjoukides construisirent un fort au XIe siècle.

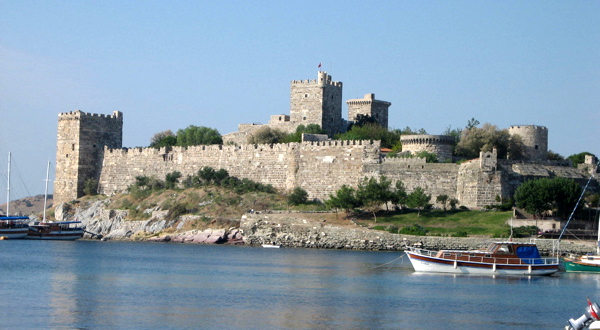
Vue depuis le sud-est.

En 1402, Tamerlan pénètre en Asie mineure. Il inflige près d'Ankara un désastre aux troupes ottomanes commandées par le sultan Bayezid Ier. Les Hospitaliers de l'ordre de Saint-Jean de Jérusalem, eux-mêmes chassés de Smyrne par Tamerlan, profitent de la désorganisation de l'Empire ottoman pour s'installer sur le site de l'ancienne Halicarnasse, en face de l'île de Kos où l'Ordre avait déjà une fortification.
La construction commence en 1404 sous la direction du chevalier-architecte germanique Heinrich Schlegelholt. Les ouvriers se voient garantir une place au paradis par un décret papal de 1409. Les matériaux (en particulier la pierre volcanique verdâtre) utilisés sont pris sur le site du mausolée, dont la destruction avait été achevée par un tremblement de terre au XIVe siècle.
Les premiers murs sont terminés en 1437. La chapelle compte parmi les premières structures terminées (probablement 1406). Elle est constituée d'une nef voûtée et d'une abside. Elle est reconstruite dans un style gothique par les chevaliers espagnols en 1519-1520. Leurs noms peuvent être trouvés sur deux pierres d'angle de la façade.
Quatorze citernes de récupération d'eau de pluie sont creusées dans le roc sous le château.
Chaque « langue » de l'Ordre avait sa propre tour, la tour des Français étant la plus grande. Chaque langue, dirigée par un bailli, était responsable de la maintenance et de la défense d'une portion spécifique du château et devait fournir un nombre spécifique de défenseurs. Sept portes permettaient d'accéder à l'intérieur du château. L'architecte a utilisé les dernières connaissances de poliorcétique : les passages menant à ces portes sont tortueux et à découvert, ce qui permettait aux assiégés d'attaquer sans risque les assaillants. Les chevaliers ont placé sur les murs des centaines de blasons peints ou gravés. Il en reste aujourd'hui 249 : ceux de grands maîtres, des commandants du fort, des pays d'origine des chevaliers, des armoiries personnelles ou des bas-reliefs religieux.
La construction de la tour des anglais fut terminée en 1413. Une porte s'ouvre au nord, à l'intérieur du château, l'autre sur le rempart ouest. Cette tour n'était accessible que via un pont-levis. La façade ouest montre un bas-relief ancien représentant un lion, c'est pourquoi cette tour est parfois nommée la Tour du Lion. Au-dessus de ce bas-relief, on trouve le blason d'Henri IV d'Angleterre.

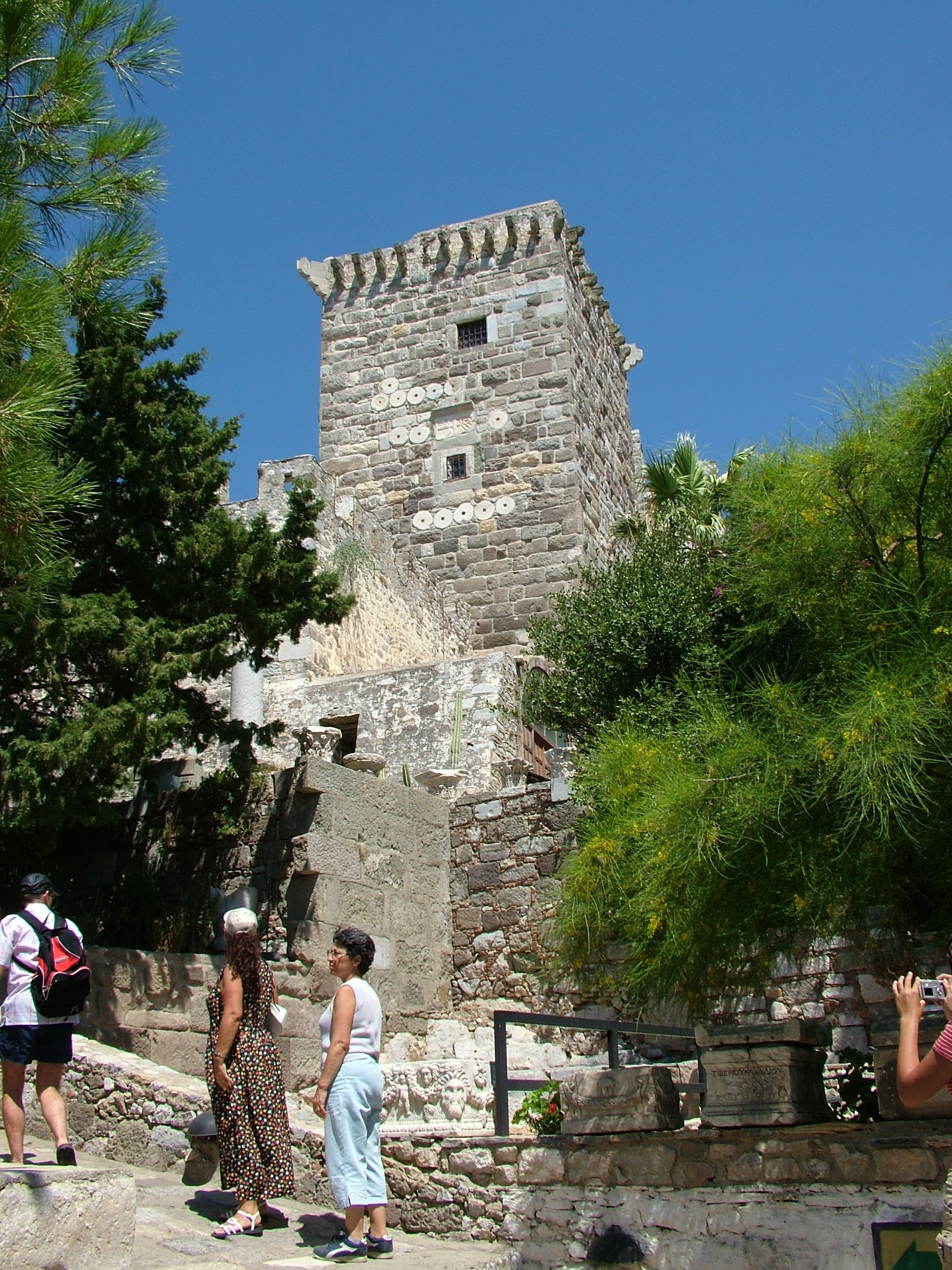
Tour.

Pendant plus d'un siècle le château Saint-Pierre resta le second plus important site de l'Ordre. Il a servi de refuge pour tous les chrétiens en Asie mineure.
Le château fut assiégé à la suite du renforcement de l'empire ottoman, tout d'abord après la chute de Constantinople en 1453 et de nouveau en 1480 par Mehmed II. Ces deux attaques furent repoussées. En 1482 le prince Zizim, fils de Mehmet II et frère de Bajazet II trouve refuge au château, après avoir échoué à fomenter une révolte contre son frère.
En 1494, les chevaliers décidèrent de fortifier encore le château, pour faire face à l'augmentation de puissance de l'artillerie. Ils utilisèrent de nouveau des pierres du mausolée. Les murs faisant face à la terre furent renforcés, ceux dirigés vers la mer l'étant moins car l'ordre possédait une flotte de guerre importante. Le grand maître Fabrizio del Carretto (1513-1521) construisit un bastion arrondi pour renforcer encore la face terrestre du château.

### XVIesiècle
Entre 1505 et 1507, les rares sculptures du mausolée qui n'avaient pas été détruites et brûlées pour la chaux sont intégrées aux murs du château. On compte 12 panneaux de l'amazonomachie, un panneau de la centauromachie, quelques lions debout et un léopard courant.

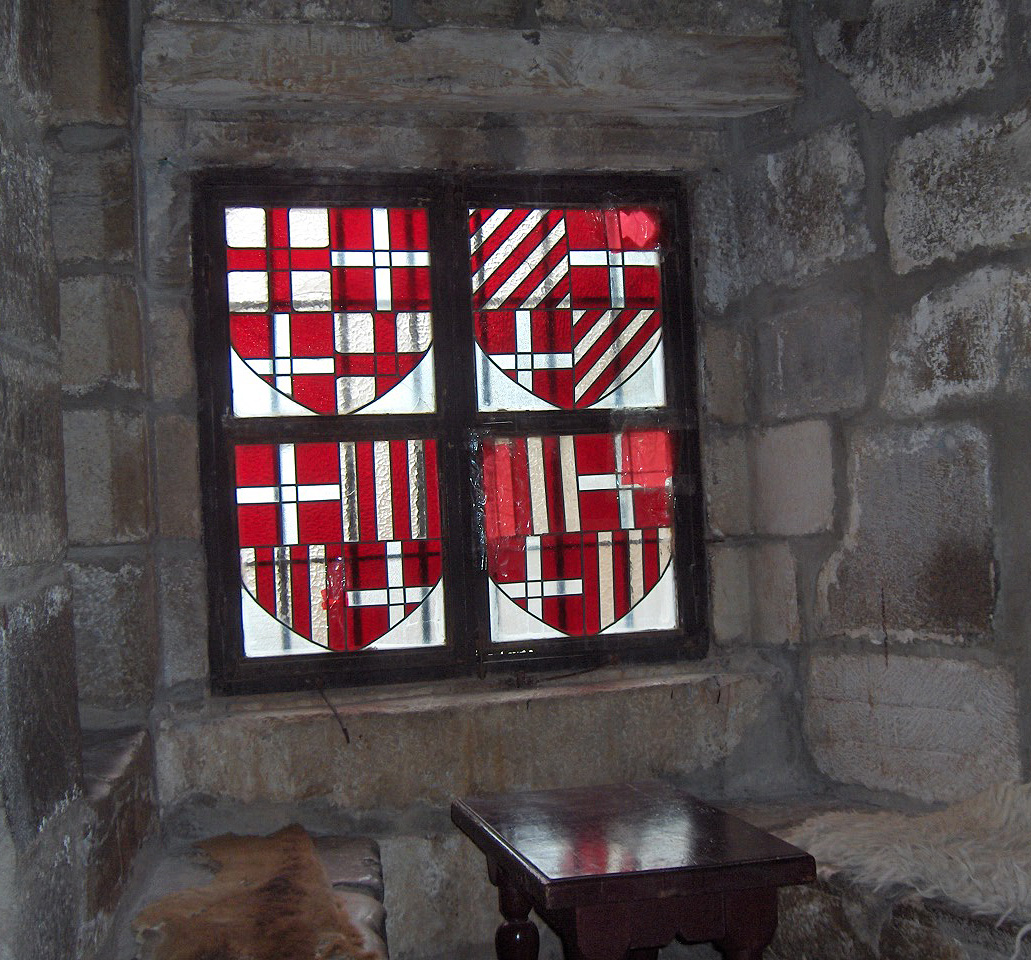
La fenêtre portant les armes des Hospitaliers, dans la Tour du Lion.

Devant l'imminence d'une attaque de Soliman le Magnifique, Philippe de Villiers de L'Isle-Adam, grand maître de l'Ordre, ordonna qu'on renforce encore les défenses du château. Les derniers restes du mausolée furent utilisés, et dès 1522 quasiment chaque bloc du mausolée avait été réutilisé.
En juin 1522 le sultan attaqua le siège de l'Ordre à Rhodes depuis la baie de Marmaris avec 200 000 soldats. Rhodes tomba en décembre de la même année. Les termes de la reddition incluent la restitution des forteresses de Kos et Bodrum à Soliman. Le château abrita désormais une garnison et servit de prison.
Le nom de Saint-Pierre, Petreum en latin, est déformé en Bodrum par les Turcs (la lettre « p », en effet, n'existe pas dans l'alphabet ottoman ; elle est rendue par « b »).
Après la reddition, la chapelle est transformée en mosquée et un minaret est ajouté. Cette mosquée est appelée Süleymaniye Camii, comme l'atteste Evliya Chelebi, qui visite Bodrum en 1671. À la même époque un hammam est ajouté.

### XIXeetXXesiècles

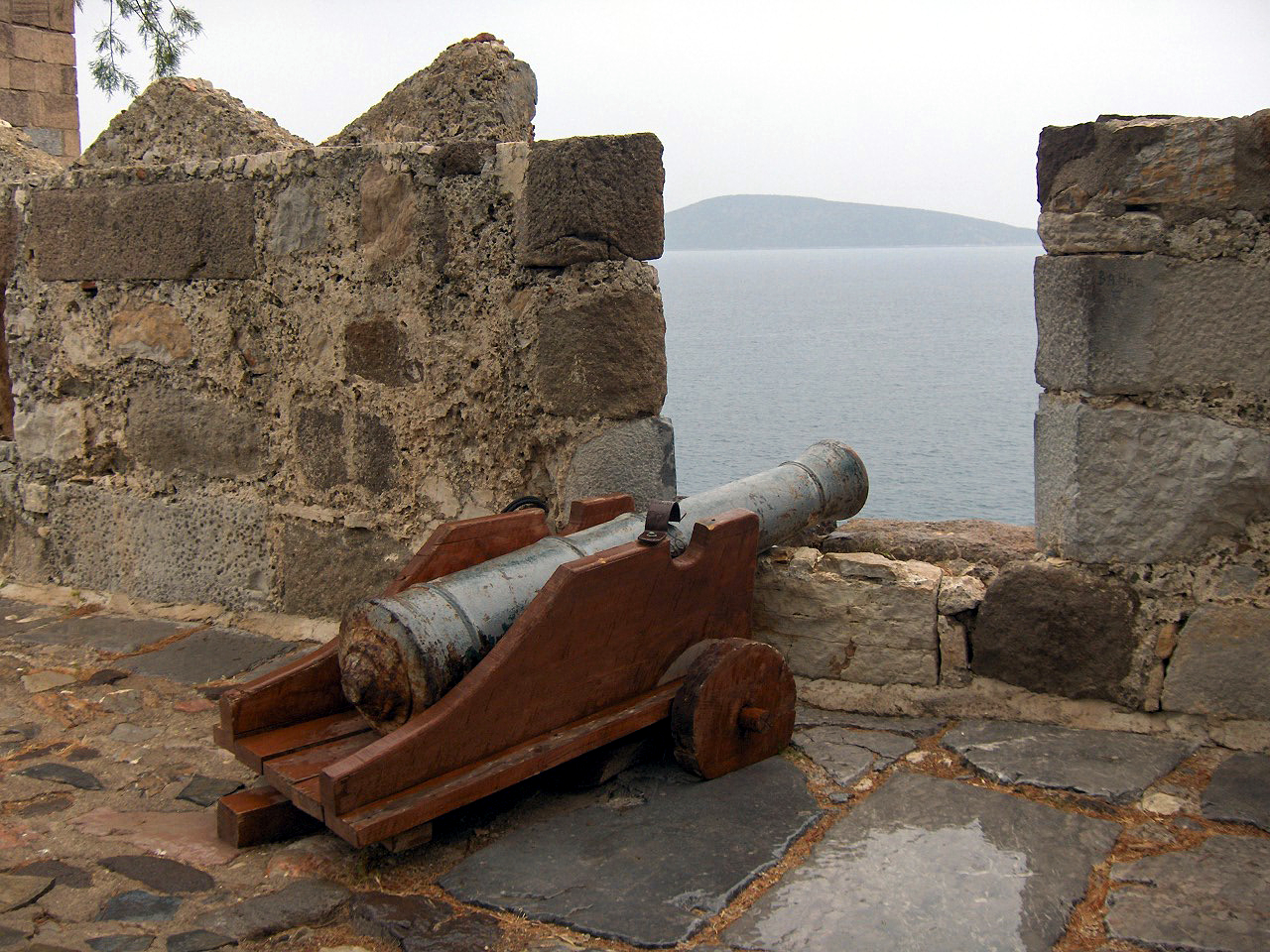
Un canon.

En 1846, Lord Stratford Canning, ambassadeur britannique auprès de la Sublime Porte, obtient l'autorisation d'enlever douze reliefs de marbre, appartenant à l'amazonomachie. Sir Charles Newton conduit des fouilles et enlève un léopard et plusieurs lions en 1856. Ces éléments sont aujourd'hui au British Museum.
Dans les années qui suivent, le château est utilisé à différents objets. Il est utilisé comme base militaire par l'armée ottomane durant la révolte grecque de 1824. En 1895, le château est transformé en prison.
Durant la Première Guerre mondiale le château est bombardé par un croiseur cuirassé français, le Dupleix, qui détruit le minaret et endommage plusieurs tours (mai 1915). Après la guerre, les italiens stationnent une garnison dans le château, mais se retirent en 1921 quand Mustafa Kemal Atatürk prend le pouvoir.
Le château reste inutilisé pendant 40 ans.

## Musée d'archéologie sous-marine

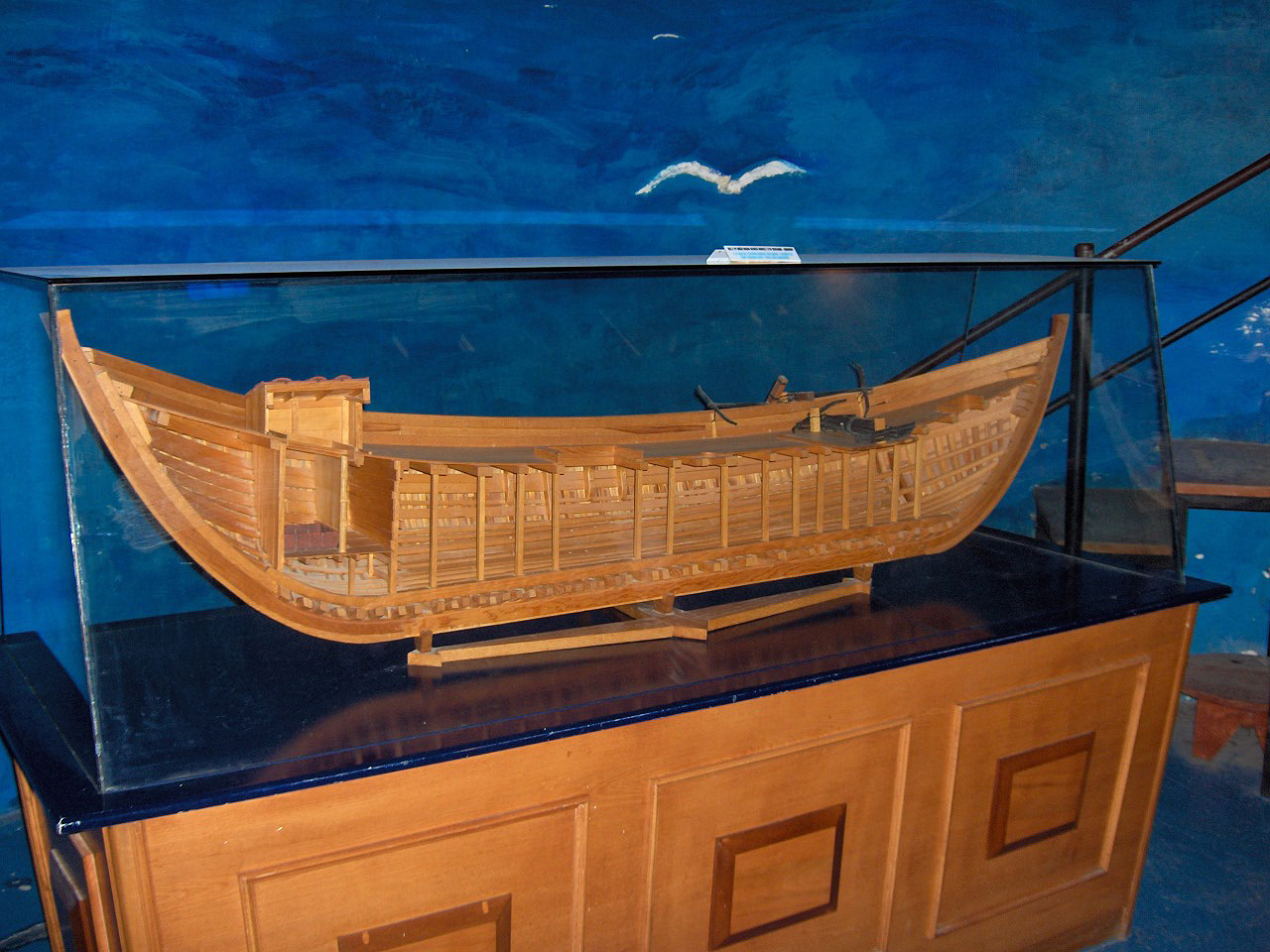
Maquette du navire Yassiada (Byzantin, VIIe siècle).

En 1962 le gouvernement turc décide de transformer le château en musée pour les nombreuses découvertes d'épaves de la mer Égée. C'est ce qui devient le musée d'archéologie sous-marine de Bodrum. Il abrite une grande collection d'amphores, de verres anciens, de bronzes, de poteries et d'objets en métal. C'est le plus grand musée de ce type consacré à l'archéologie sous-marine. La plupart de ses collections datent de fouilles postérieures à 1960.
Ces fouilles ont été réalisées sur plusieurs épaves :
- Finike-Gelidonya (XIIe siècle av. J.-C.) : 1958-1959 ; première fouille sous-marine en Turquie[6], qui montre que les navires marchands du Moyen-Orient ont joué un rôle très important à l'âge du Bronze ;
- Bodrum-Yassiada (Byzantin, VIIe siècle) : 1961 - 1964 ; navire marchand romain avec 900 amphores ;
- Bodrum-Yassiada (Romain tardif, IVe siècle) ;
- Bodrum-Yassiada (Ottoman, XVIe siècle), daté par un réal d'argent de Séville (Philippe II) ;
- Seytan Deresi (XVIe siècle) ;
- épave du port de Marmaris-Serçe (verre, XIe siècle) : 1977, étonnante collection de verres islamiques ;

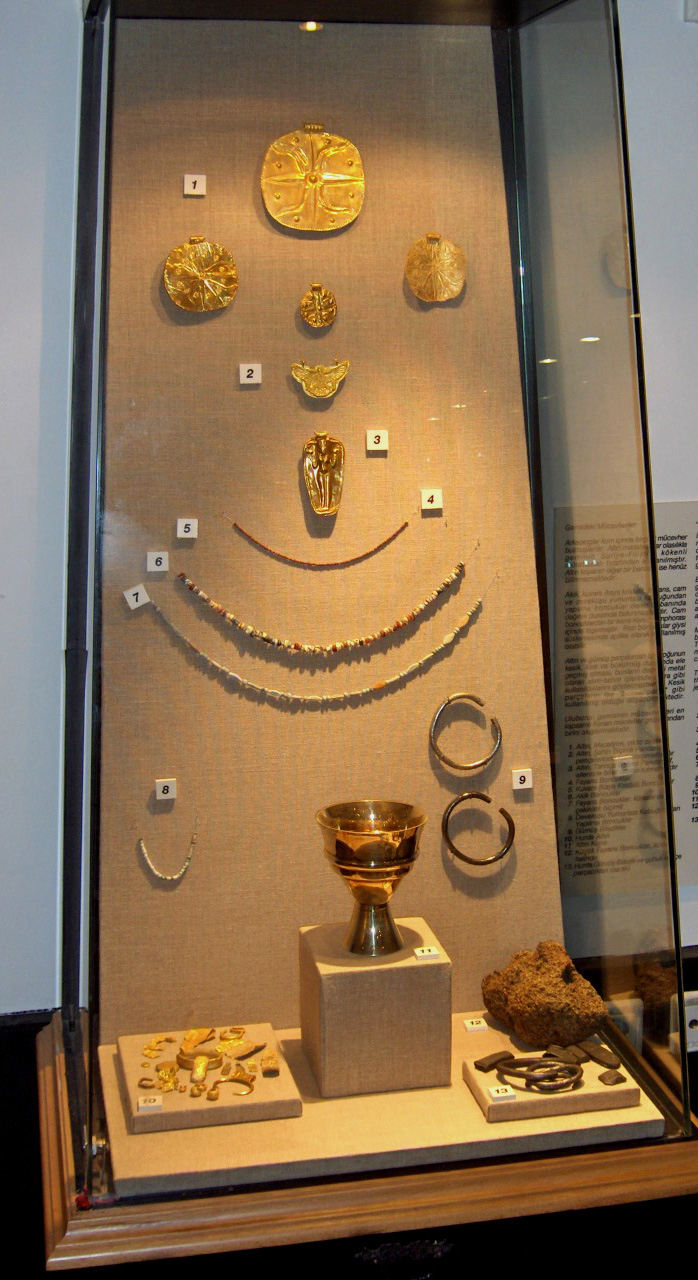
Joaillerie égyptienne (épave Uluburun).

- Kaṣ-Uluburun (XIVe siècle av. J.-C.) : 1982 - 1995 ; 10 tonnes de lingots de cuivre chypriote, une tonne de lingots d'étain pur ; 150 lingots de verre ; des pièces manufacturées; des poteries mycéniennes, des sceaux égyptiens (avec un sceau de la reine Néfertiti) et de la joaillerie[7] ;
- Tektaṣ (verre, Ve siècle av. J.-C.) : 1996-2001[8].

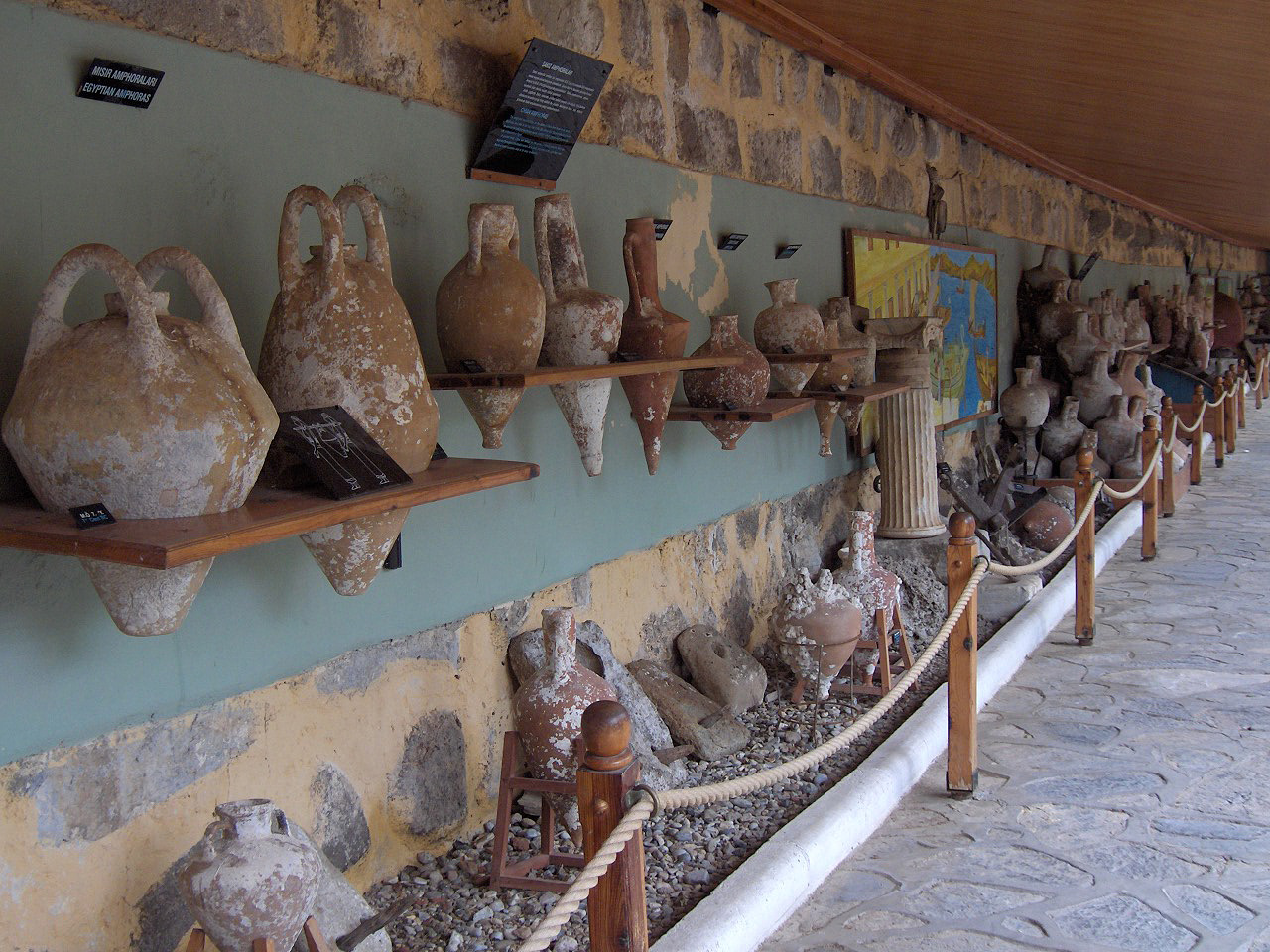
Collection d'amphores de différents lieux de Méditerranée.

L'ancienne chapelle abrite une exposition de vases et d'amphores de l'âge mycénien (XIVe – XIIe siècle av. J.-C.) et de découvertes de l'âge du bronze (autour de 2500 av. J.-C.). Le grand nombre d'amphores commerciales donne une vision historique du développement des amphores, et de leurs différents usages.
La tour italienne abrite une collection de monnaies et de joaillerie couvrant de nombreux siècles. Une autre pièce d'exposition est consacrée entièrement à la tombe d'une princesse de Carie, morte entre 360 av. J.-C. et 325 av. J.-C.
La collection d'objets en verre ancien est l'une des quatre plus importante au monde.
Deux épaves ont été reconstituées, le Fatımi, coulé il y a 935 ans, et le grand Uluburun, du XIVe siècle av. J.-C.
Le jardin abrite une collection de quasiment chaque plante ou arbre de la région méditerranéenne, certains ayant une signification mythologique : la myrthe était dédicacée à Aphrodite ; l'ombre du Platane d'Orient état recherchée car elle était supposée renforcer la santé.
Le château héberge également le siège de l'Institut d'archéologie sous-marine.

## Notes et références

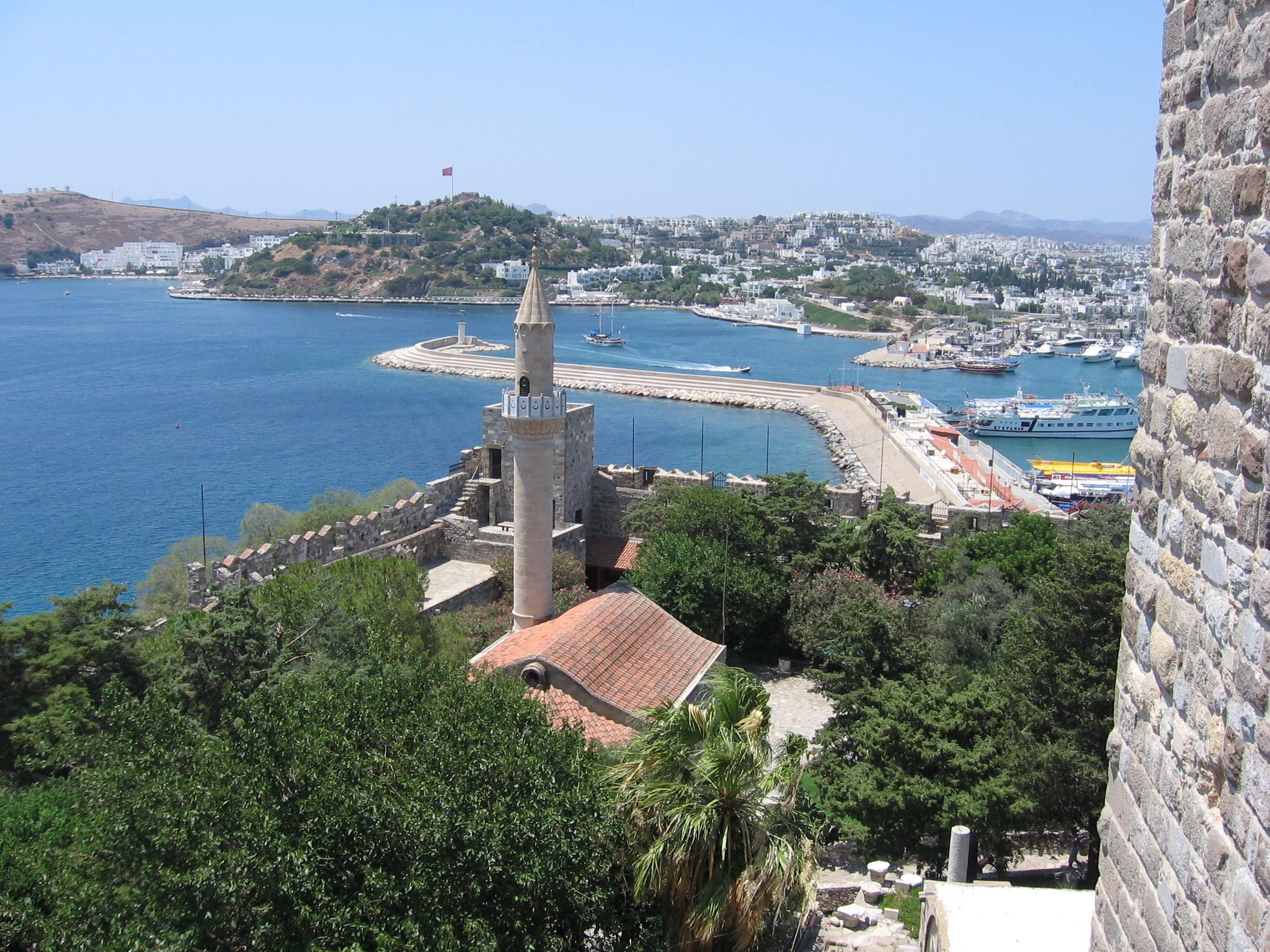
Mosquée du château en avant-plan du port.

### Articles connexes

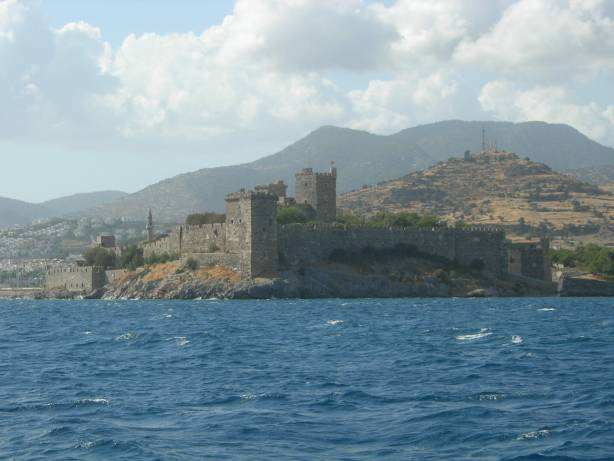
Le château vu de la mer.